# Pella (Musikgruppe)
Pella ist der Name einer slowenischen Musikgruppe, die für das Spiel auf der Neandertaler-Flöte bekannt wurden. Gegründet wurde die Gruppe 2004 unter der Leitung von Ljuben Dimkaroski in Ljubljana. Veröffentlicht wurden zwei CDs. Die Gruppe tritt europaweit in Konzerten auf. Benannt wurde die Gruppe nach der makedonischen Stadt Pella.